# Bordecorex
Bordecorex es una localidad española del municipio de Caltojar, perteneciente a la provincia de Soria, en la comunidad autónoma de Castilla y León.

## Geografía
Pueblo de la provincia de Soria, anexado al término municipal de Caltojar, situado en el valle que forma el río Bordecorex (o Torete), al sur de la provincia. Perteneció a la comunidad de villa y tierra de Berlanga.

## Historia
Históricamente se dice que es el lugar donde murió Almanzor, cuando regresaba a Medinaceli después de su derrota en Calatañazor.
A la caída del Antiguo Régimen la localidad se constituyó en municipio constitucional, conocido entonces como Bordecores en la región de Castilla la Vieja que en el censo de 1842 contaba con 34 hogares y 138 vecinos. A mediados del siglo XIX, el lugar tenía contabilizadas 30 casas. Aparece descrito en el cuarto volumen del Diccionario geográfico-estadístico-histórico de España y sus posesiones de Ultramar de Pascual Madoz de la siguiente manera:

BORDECORÉS: l. con ayunt. de la prov. de Soria (8 leg.), part. jud. de Almazan (3), aud. terr. y c. g. de Burgos (25), dióc. de Sigüenza (7): sit. al N. y á la falda de un cerro llamado el Otero: su clima es bastante enfermo y produce tercianas y cuartanas: tiene 30 casas, una escuela de instruccion primaria dirigida por el sacristan y secretario de ayunt. que recibe por los 3 cargos 35 fanegas de trigo comun; una fuente de buenas y abundantes aguas, y una igl. parr. (San Miguel Arcangel), servida por un párroco cuya plaza se provee por oposicion en concurso general; el edificio es de regular construccion y muy antiguo; esta igl. fué aneja de la de Caltojar hasta el año de 1794: confina el térm. N. Caltojár; E. Velamazan, Barca y Fuentegelmes; S. Barahona y Marazobel, y O. Rello y Riba de Escalote; se estiende 3/4 leg. en todas direcciones; se encuentra en él una ermita titulada Ntra. Sra. del Campo. El terreno es quebrado y de mediana calidad, le atraviesa un arroyo denominado Torete ó Bordecorés, sobre el que hay un puente de un solo arco llamado el Ladron, construido en 1818. prod.: trigo, cebada, centeno, avena y almortas; se crian muchas colmenas, que reportan gran utilidad á los vec; hay guiado lanar y cabrio, abunda la caza de liebres, conejos, perdices, zorras, lobos y garduñas, que hacen mucho daño á las colmenas. comercio: esportacion de los frutos sobrantes para Aragon. pobl.: 34 vec. 138 almas. cap. imp.: 28.229 rs. con 26 mrs.
(Madoz, 1846, p. 241)

El municipio de Bordecorex desapareció en 1969, al fusionarse con el de Caltojar. Contaba entonces con 42 hogares y 141 habitantes.

## Demografía
| Gráfica de evolución demográfica de Bordecorex entre 1842 y 1960 |
| |
| Población de derecho según los censos de población del INE Población de hecho según los censos de población del INEEn este censo se denominaba Bordecores: 1842 Entre el censo de 1970 y el anterior, este municipio desaparece porque se integra en el municipio 42048 (Caltojar) |

La población actual es muy reducida, como en toda la comarca, siendo actualmente algunas de sus tierras utilizadas para parques eléctricos eólicos.
Bordecorex contaba a 1 de enero de 2022 con una población de 4 habitantes, 4 hombres y 0 mujeres.
| Gráfica de evolución demográfica de Bordecorex entre 2000 y 2010                                 |
|                                                                                                  |
| Población de derecho (2000-2010) según los censos de población del INE a 1 de enero de cada año. |

## Patrimonio

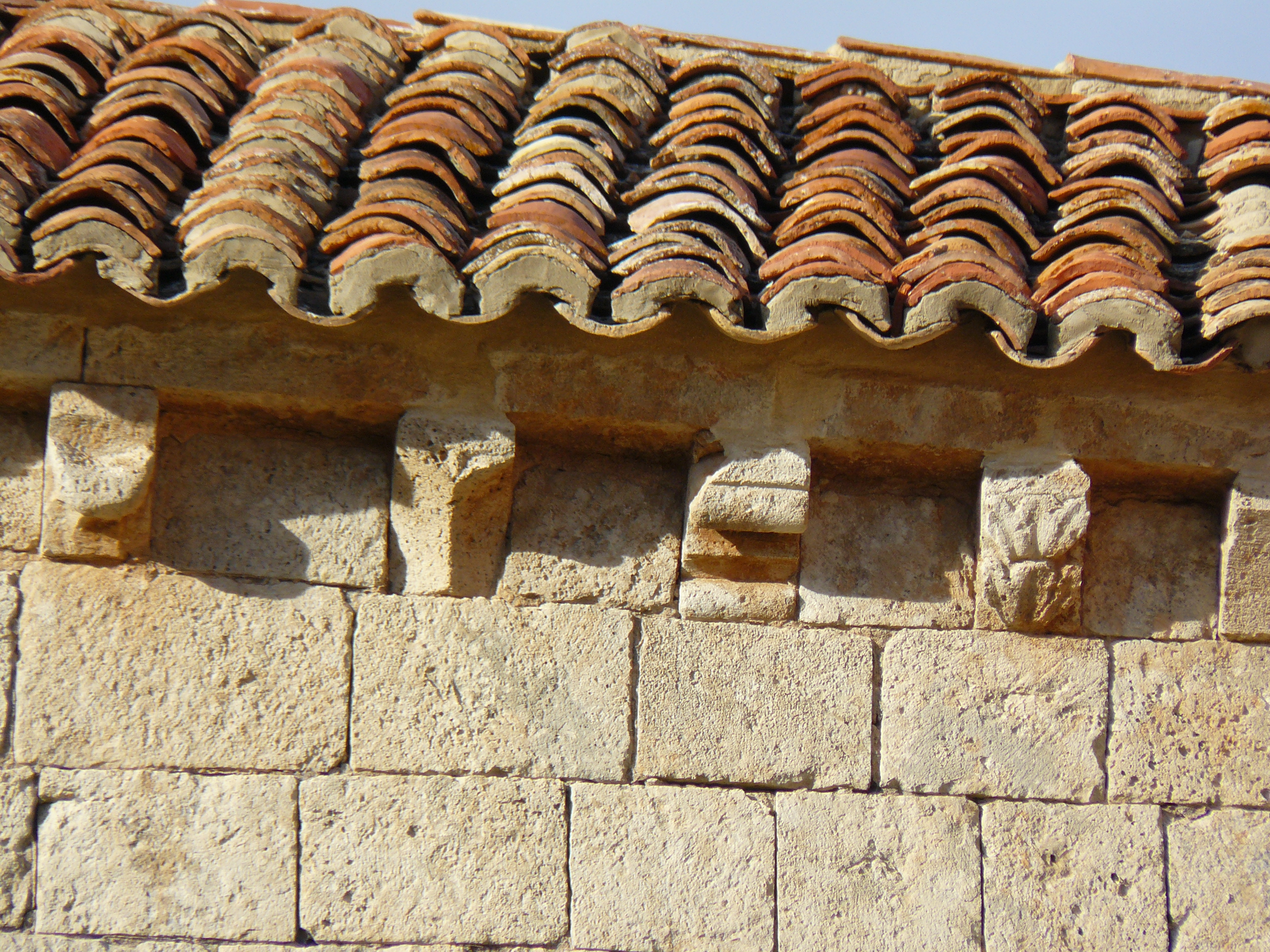
Modillones románicos de la iglesia de San Miguel

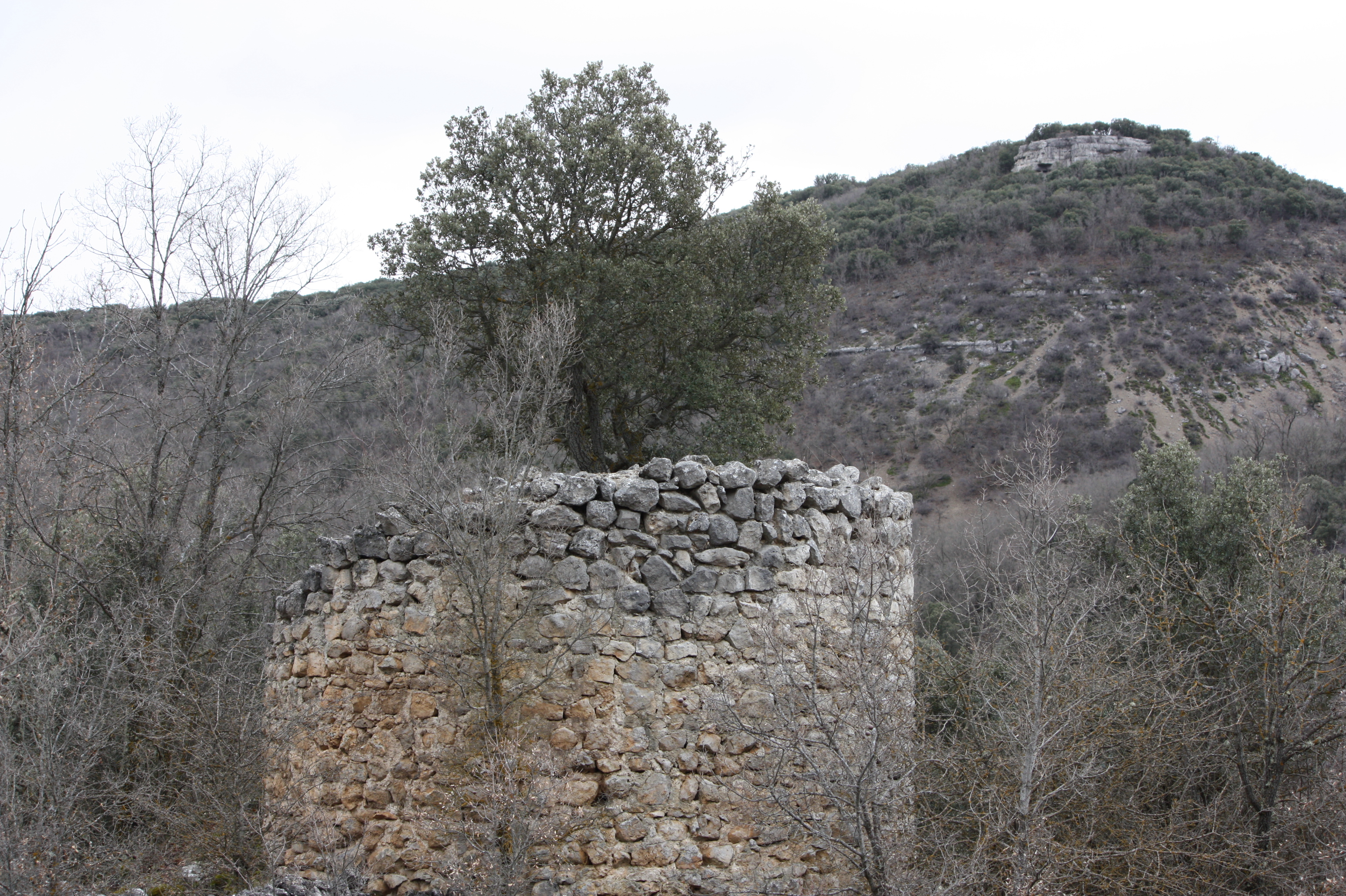
Torrevicente

En la localidad hay una iglesia bajo la advocación de San Miguel Arcángel, de estilo románico. También existe una scuela-museo donde se conservan los bancos escolares, el mobiliario y los libros que fueron usados cuando las escuelas de estos pueblos tenían niños.
También posee las atalaya de Torre Vicente, también llamada Torremocha, parcialmente destruida en la actualidad.